# Nahuel Arena
Nahuel Arena (Buenos Aires, 2 giugno 1998) è un calciatore argentino, difensore del Macará.

## Caratteristiche tecniche
È un difensore centrale.

## Carriera
Cresciuto nel settore giovanile del Vélez Sarsfield, ha esordito in prima squadra l'11 luglio 2018 disputando l'incontro di Copa Argentina perso ai rigori contro il Central Córdoba (SdE).
Il 17 gennaio 2019 è stato acquistato a titolo definitivo dal Godoy Cruz.

## Statistiche
Statistiche aggiornate al 2 febbraio 2019.

### Presenze e reti nei club
| Stagione        | Squadra         | Campionato      | Campionato | Campionato | Coppe nazionali | Coppe nazionali | Coppe nazionali | Coppe continentali | Coppe continentali | Coppe continentali | Altre coppe | Altre coppe | Altre coppe | Totale | Totale | Totale |
| Stagione        | Squadra         | Comp            | Pres       | Reti       | Comp            | Pres            | Reti            | Comp               | Pres               | Reti               | Comp        | Pres        | Reti        | Pres   | Reti   |        |
| --------------- | --------------- | --------------- | ---------- | ---------- | --------------- | --------------- | --------------- | ------------------ | ------------------ | ------------------ | ----------- | ----------- | ----------- | ------ | ------ | ------ |
| 2018-gen. 2019  | Vélez Sarsfield | PD              | 1          | 0          | CA              | 1               | 0               |                    | -                  | -                  |             | -           | -           | 2      | 0      |        |
| gen.-giu. 2019  | Godoy Cruz      | PD              | 3          | 0          | CA              | 0               | 0               |                    | -                  | -                  |             | -           | -           | 3      | 0      |        |
| Totale carriera | Totale carriera | Totale carriera | 4          | 0          |                 | 1               | 0               |                    | -                  | -                  |             | -           | -           | 5      | 0      |        |